# Баласор (округ)
Баласо́р (англ. Balasore) или Балешва́р — округ в индийском штате Орисса. Образован в 1948 году. Административный центр — город Баласор. Площадь округа — 3634 км². По данным всеиндийской переписи 2001 года население округа составляло 2 024 508 человек. Уровень грамотности взрослого населения составлял 70,6 %, что выше среднеиндийского уровня (59,5 %). Доля городского населения составляла 10,9 %.
В 1993 году из части территории округа был создан округ Бхадрак.